# Tipi

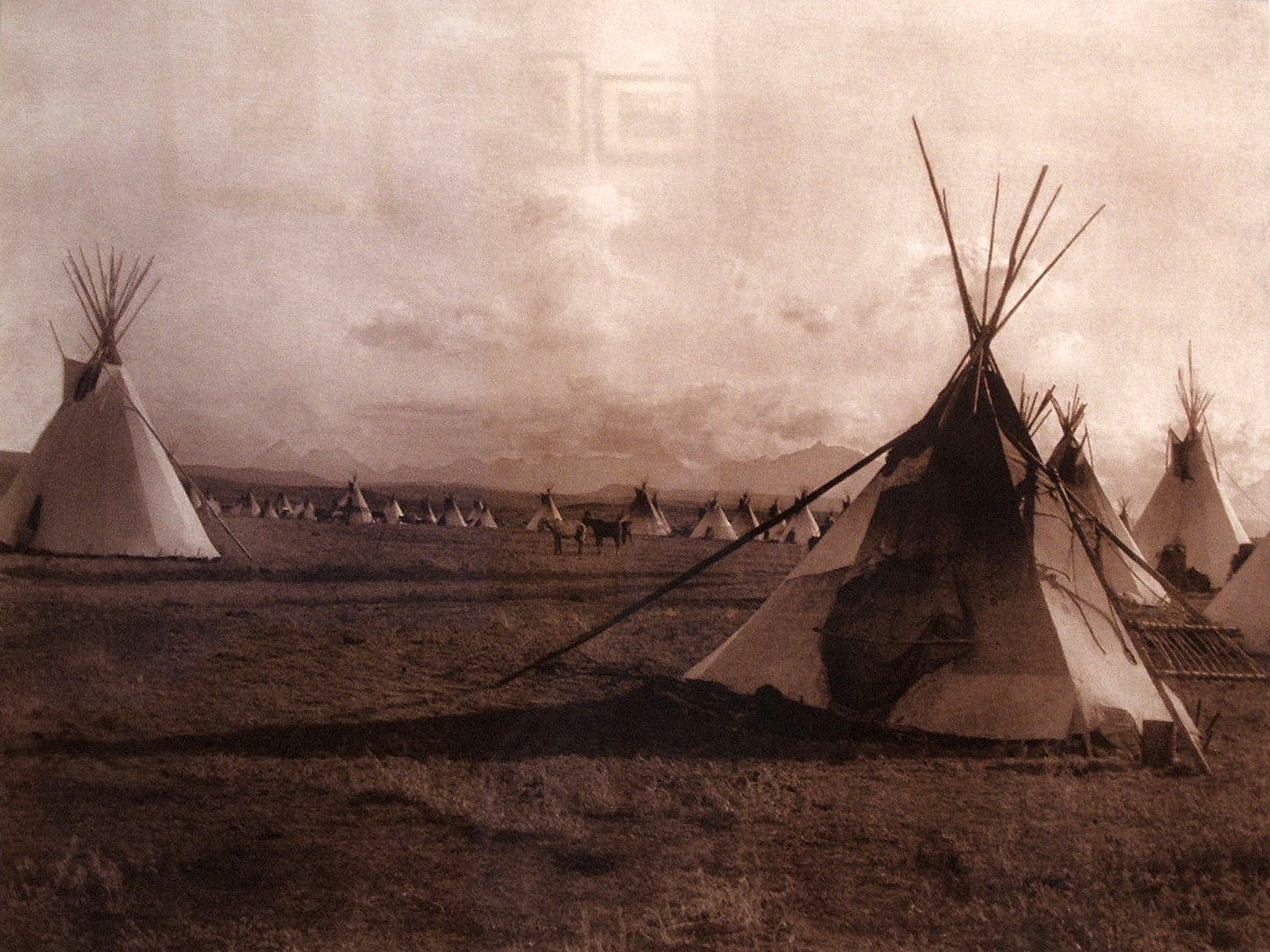
Fotografía de tipis, hacia 1900.

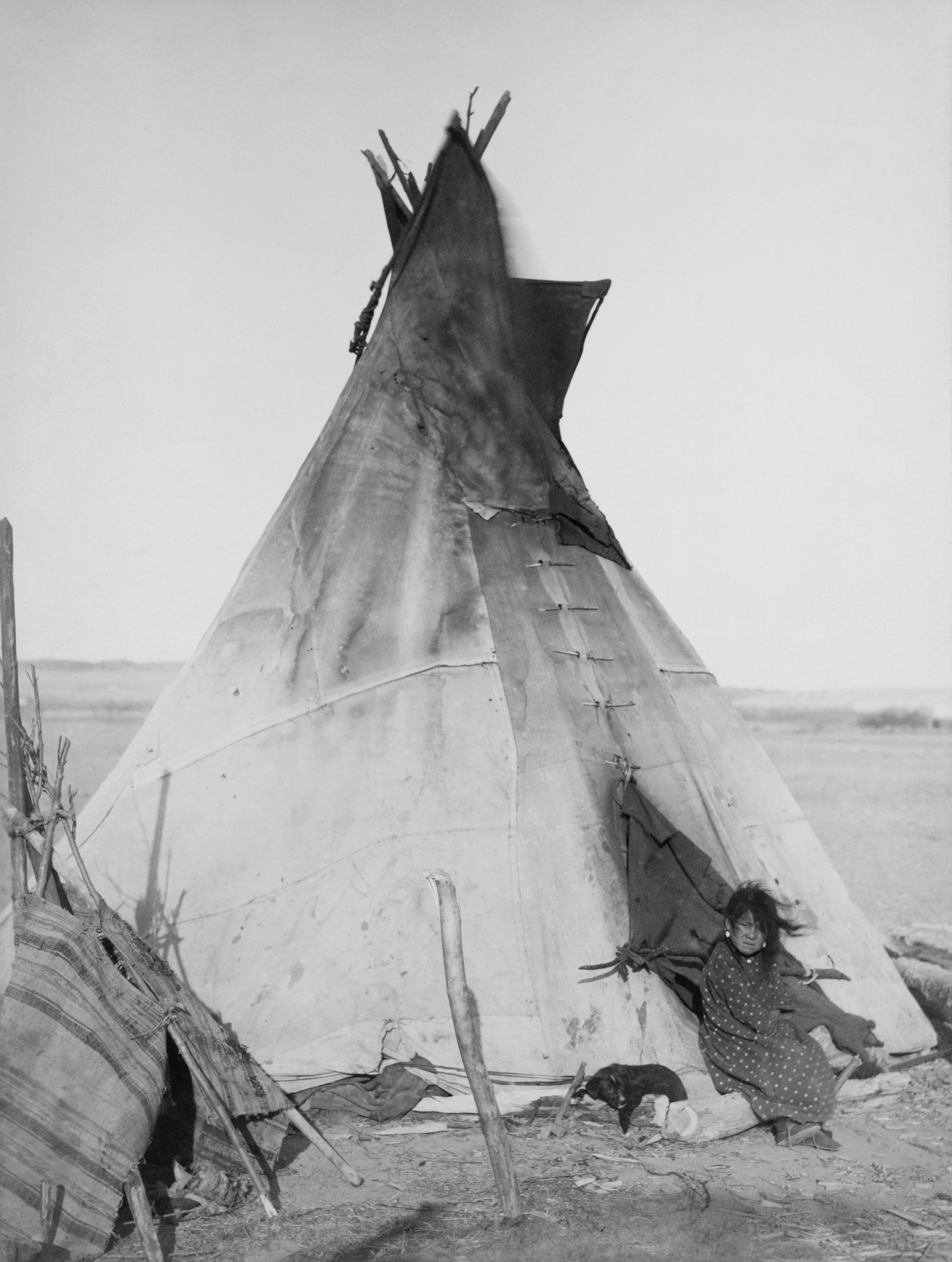
Un tipi Oglala Lakota, 1891

Un tipi (también tepee y teepee) es una tienda cónica, originalmente hecha de pieles de animales como el bisonte, y palos de madera. El tipi era utilizado por los pueblos indígenas nómadas de Estados Unidos de las Grandes Llanuras pero también han sido construidos y habitados en otras partes geográficas, como es el caso de la gente Timucua en la Florida. El tipi es durable, y durante el invierno brinda abrigo y confort, es fresco durante el verano, y su interior permanece seco en caso de lluvias.  Las  mujeres, eran quienes armaban y trasladaban las viviendas, elegían la localización y organizaban la disposición del poblado. Ellas eran las propietarias de las tiendas que estaban diseñadas cuidadosamente para poder ser trasladadas. Todo el poblado podía armarse en una hora.
 Esta transportabilidad era importante en las Grandes Planicies a causa de su estilo nómada de vida.
Es bastante resistente y proporciona comodidad a sus habitantes: es cálida en los duros inviernos de la región, en temporada de lluvias se mantiene seca y es fresca en el cálido verano. El tipi es una vivienda portátil, lo que la hacía altamente funcional de acuerdo con el modo de vida nómada de los indígenas de las praderas. Los tipis podían desmontarse y empacarse cuando la tribu decidía moverse del sitio en el que se encontraba establecida, y podía ser reconstruida rápidamente una vez que llegaban a su nuevo destino.
Los indígenas de Estados Unidos están estereotípicamente ligados a los tipis, aunque en otras áreas culturales, los indígenas solían construir sus viviendas de un modo muy distinto.
Actualmente, los tipis han cambiado un poco su forma y mucho su uso; ya no se utilizan para protegerse del clima, ni como casa desmontable para recorrer grandes distancias en busca de un nuevo territorio para vivir. En la actualidad son muy populares en las acampadas de lujo, hay tipis románticos para disfrutar en pareja, tipis para acampar, etc.